# Municipio de Hurley (Misuri)
El municipio de Hurley (en inglés: Hurley Township) es un municipio ubicado en el condado de Stone en el estado estadounidense de Misuri. En el año 2010 tenía una población de 1036 habitantes y una densidad poblacional de 12,14 personas por km².

## Geografía
El municipio de Hurley se encuentra ubicado en las coordenadas 36°55′8″N 93°28′4″O / 36.91889, -93.46778. Según la Oficina del Censo de los Estados Unidos, el municipio tiene una superficie total de 85.34 km², de la cual 85,21 km² corresponden a tierra firme y (0,15 %) 0,13 km² es agua.

## Demografía
Según el censo de 2010, había 1036 personas residiendo en el municipio de Hurley. La densidad de población era de 12,14 hab./km². De los 1036 habitantes, el municipio de Hurley estaba compuesto por el 98,94 % blancos, el 0,1 % eran afroamericanos, el 0,29 % eran amerindios, el 0,1 % eran asiáticos, el 0,39 % eran de otras razas y el 0,19 % eran de una mezcla de razas. Del total de la población el 0,77 % eran hispanos o latinos de cualquier raza.